# Willin' (Little Feat)
Willin' is een lied van Little Feat dat in 1970 werd geschreven door de leadzanger Lowell George.
Tijdens het leven van George (1945-1979) kwam het lied drie maal op een elpee terecht, voor het eerst op het debuutalbum van de band, het gelijknamige Little Feat. Deze opname werd alleen door George (zang en gitaar) en Ry Cooder (steelgitaar) uitgevoerd. In 1972 kwam een versie uit op de elpee Sailin' Shoes waarbij wel alle bandleden betrokken waren in een vierstemmige close harmony en een pianosolo door Bill Payne. De derde uitvoering was op het livealbum Waiting for Columbus dat de band in 1978 uitbracht.
Willin' was een mainstay voor de band toen George de band aanvoerde in de jaren zeventig. Verder werd het een belangrijk lied voor truckers, terwijl het in de hitlijsten nooit is voorgekomen.
Het werd verschillende malen gecoverd door andere artiesten, zoals door Linda Ronstadt (1974), Commander Cody and His Lost Planet Airmen (1975) en The Byrds (1970). De uitvoering van de Nederlandse band Blue Velvet met John Zwarthoed (Kirrie) kreeg een notering in de Volendammer Top 1000 van 2013. In 2014 bracht de Nederlandse zangeres Lana Wolf het nummer als opvolger van See the light uit op een single en op haar countryalbum Nashville.